# Basso Maine

Il Maine, diviso in Basso Maine a ovest e Alto Maine a est.

Il Basso Maine è la parte occidentale dell'antica provincia del Maine, in Francia. La regione è comunemente assimilata al dipartimento della Mayenne, quanto meno ai suoi tre quarti nord, mentre la frangia sud del dipartimento fa storicamente parte dell'Angiò.
La denominazione di Basso Maine è stata data a un'unità paesaggistica contemporanea dalla Direzione regionale dell'Ambiente, della Gestione e dell'Abitazione (DREAL) dei Paesi della Loira, ma questa non si estende che su una parte del Basso Maine storico, intorno a Saulges e Meslay-du-Maine, e tra Montsûrs e Sablé-sur-Sarthe.

## Geografia
I confini del Basso Maine sono sempre stati relativamente labili, dato che esso non ha mai costituito un'entità politica o amministrativa propria. Dal Medioevo, le frontiere tra province e paesi sono poco chiare, in particolare poiché le istituzioni religiose e le signorie di frontiera formarono alleanze da una parte e dall'altra della frontiera. Ciò è particolarmente vero alla frontiera tra il Maine e l'Angiò, ma ugualmente con la Bretagna.
Peraltro, il confine fra Basso Maine e Alto Maine non è chiaramente stabilito e nel XVIII secolo il Basso Maine era percepito con un'accezione più ampia, inteso praticamente fino alle rive del fiume Sarthe e inglobante la Champagne mancelle, oggi interamente inclusa nel dipartimento della Sarthe. Al momento della creazione dei dipartimenti, nel 1790, le autorità si sono basate sulla preesistenza delle due regioni per separare il Maine in due dipartimenti. Ciò non di meno, la rivalità tenace tra l'Alto e il Basso Maine, così come la vaghezza geografica tra i due, spiegano come il confine tra i due dipartimenti sia stato uno dei più difficili da tracciare nell'Ovest della Francia.
In un senso più generale, il Basso Maine corrisponde alla parte del Maine che si estende sul Massiccio armoricano e presenta paesaggi di bocage e di valloni, mentre l'Alto Maine si trova nel bacino parigino e offre dei paesaggi più aperti.
Situato nell'insieme del Massiccio armoricano, dove si trova il suo punto culminante, a 416 m, sui monti degli Avaloirs (Pré-en-Pail), il Basso Maine è abbastanza ben individuato, nonostante alcune incertezze dei confini storici in rapporto ai paesi vicini. A Nord, esso è delimitato dalle barre di grés del Bocage e del Passais normanni. Ad est, una marca forestiera, ridotta a Nord a tre massicci, (foreste di Écouves, di Multonne e di Pail), a Sud, la foresta di Sillé e la foresta di Charnie, lo separa dalle piane del Bacino parigino occidentale. Ad ovest, è una vecchia marca di difesa e di contrabbando, con resti forestali e terre, che lo separano dalla Bretagna. La frontiera Sud con l'Angiò è sempre rimasta più incerta, e inizia là dove cessano d'intervenire le influenze della Loira.

## Storia
La denominazione Basso e Alto è tardiva, verosimilmente a partire dal XVI secolo. Quella Bassa é la parte economica e agricola povera di questa provincia del Maine, quella Alta la parte ricca secondo René Musset. Una tale distinzione tra una parte «alta» e una «bassa» si ritrova in numerose altre province francesi, come la Bretagna, la Normandia, l'Angiò o ancora l'Alvernia e il Poitou.
Questo territorio è stato occupato verso il II secolo, dai Diablinti, uno dei quattro popoli componenti la grande tribù gallica degli Aulerci, che avevano come capitale l'attuale Jublains. 
Impiantata sulle vestigia d'una città gallo-romana, altrimenti denominata Noviodunum, Jublains si estende su 3601 ha.; il suo nome deriva direttamente dal nome di questa popolazione. Si trova a 10 km a sudest di Mayenne. 
Il Basso Maine dall'XI secolo è sfuggito al controllo diretto dei conti del Maine, i quali non hanno conservato che l'Alto Maine sotto il loro controllo effettivo. A quell'epoca in effetti, emersero le potenti signorie di Laval e di Mayenne.
Questa regione povera e di frontiera con il paese delle gabelle sul sale che era la Bretagna, sede del contrabbando del sale. Fu su questo terreno che si sviluppò, parlandone con proprietà di linguaggio, la chouannerie durante la Rivoluzione francese con i suoi eroi, che si riconoscevano tra loro la notte imitando il verso dell'allocco o chouette.